# Mariusz Leszczyński (duchowny)
Mariusz Leszczyński (ur. 3 kwietnia 1957 w Horyńcu) – polski duchowny rzymskokatolicki, doktor habilitowany nauk teologicznych, biskup pomocniczy zamojsko-lubaczowski od 1998.

## Życiorys
Urodził się 3 kwietnia 1957 w Horyńcu w rodzinie Kazimierza i Zofii z domu Kolbuszewskiej. W latach 1972–1976 kształcił się w Liceum Ogólnokształcącym w Lubaczowie. W latach 1976–1983 studiował w Wyższym Seminarium Duchownym w Przemyślu jako alumn archidiecezji w Lubaczowie. W międzyczasie w latach 1976–1978 odbył dwuletnią służbę wojskową w jednostce kleryckiej w Bartoszycach. Święcenia diakonatu otrzymał 19 marca 1983 w Lubaczowie przez posługę biskupa Mariana Rechowicza, który 28 czerwca 1983 w prokatedrze w Lubaczowie również wyświęcił go na prezbitera. Inkardynowany został do administratury apostolskiej zamojsko-lubaczowskiej. W tym samym roku uzyskał magisterium z historii Kościoła na Katolickim Uniwersytecie Lubelskim. W latach 1984–1986 kontynuował studia w Instytucie Historii Kościoła na Wydziale Teologii Katolickiego Uniwersytetu Lubelskiego, które ukończył ze stopniem licencjata. W latach 1987–1990 również na Katolickim Uniwersytecie Lubelskim odbył studia doktoranckie. Doktorat z nauk humanistycznych uzyskał w 1995 na Wydziale Teologii Katolickiego Uniwersytetu Lubelskiego na podstawie dysertacji Akcja Katolicka w archidiecezji lwowskiej obrządku łacińskiego. W 2012 na tym samym wydziale po przedłożeniu rozprawy Archidiecezja lwowska obrządku łacińskiego w granicach Polski 1944–1992 uzyskał habilitację z nauk teologicznych w zakresie historii Kościoła.
W latach 1983–1984 pracował jako notariusz i archiwista w kurii arcybiskupiej w Lubaczowie. Jednocześnie pomagał w pracy duszpasterskiej w parafii św. Mikołaja w Lubaczowie (przemianowanej na parafię św. Karola Boromeusza). W latach 1986–1987 był wikariuszem w parafii Oleszyce, a w latach 1990–1998 proboszczem parafii Tarnoszyn. W 1995 został mianowany dyrektorem Muzeum Diecezjalnego w Zamościu. W 1996 został obdarzony godnością kanonika honorowego Kapituły Katedralnej w Zamościu.
10 czerwca 1998 papież Jan Paweł II mianował go biskupem pomocniczym diecezji zamojsko-lubaczowskiej ze stolicą tytularną Bassiana. Święcenia biskupie otrzymał 4 lipca 1998 w katedrze zamojskiej. Udzielił mu ich arcybiskup Józef Kowalczyk, nuncjusz apostolski w Polsce, z towarzyszeniem Józefa Michalika, arcybiskupa metropolity przemyskiego, i Jana Śrutwy, biskupa diecezjalnego zamojsko-lubaczowskiego. Jako zawołanie biskupie przyjął słowa „Veni, Creator Spiritus” (O Stworzycielu Duchu, przyjdź). W 1998 został mianowany wikariuszem generalnym, moderatorem kurii diecezjalnej, przewodniczącym rady duszpasterskiej oraz członkiem kolegium konsultorów i rady kapłańskiej, w latach 1998–2014 przewodniczył wydziałowi duszpasterskiemu kurii. W latach 1998–1999 pracował jako proboszcz parafii św. Krzyża w Zamościu, a w latach 1999–2000 był dyrektorem Katolickiego Radia Zamość. W 1999 został kanonikiem gremialnym kapituły katedralnej, w 2001 objął w niej funkcję dziekana. Od 3 lutego 2012, po nominacji Wacława Depy na urząd arcybiskupa metropolity częstochowskiego do 11 sierpnia 2012, kiedy to urząd objął kolejny biskup zamojsko-lubaczowski Marian Rojek, zarządzał diecezją jako jej administrator.
W ramach Konferencji Episkopatu Polski w latach 2001–2006 był członkiem Rady ds. Kultury i Ochrony Dziedzictwa Kulturalnego, w latach 2003–2013 krajowym asystentem kościelnym Akcji Katolickiej, a w 2017 wszedł w skład Rady Prawnej.

## Publikacje
Autor ponad 300 publikacji, w tym książek:
- 1996: Akcja Katolicka w archidiecezji lwowskiej obrządku łacińskiego
- 2001: Karol Wojtyła-Papież Jan Paweł II na Ziemi Zamojsko-Lubaczowskiej 1948–1999
- 2002: Święci i błogosławieni oraz kapłani zamęczeni w latach 1939–1945 na Ziemi Zamojsko-Lubaczowskiej
- 2006: Szkice o Akcji Katolickiej
- 2011: Archidiecezja lwowska obrządku łacińskiego w granicach Polski 1944–1992
- 2016: Horyniec-Zdrój. Studia z historii miejscowości i parafii